# Эрлер, Александр Александрович
Александр Александрович Эрлер (19 февраля 1922 года — 28 сентября 2001 года) — советский и российский авиамоделист и педагог.

## Биография
Родился 19 февраля 1922 года в Петрограде в семье артистов балета.
Во время войны был командиром пулемётного взвода в войсках ПВО. Награждён орденами и медалями. В 1946—1948 годах работал на электростанции в г. Вильнюс, после чего вернулся в Ленинград, где первоначально устроился на аналогичную работу.
В 1951 году по предложению друга и соратника по увлечению авиамоделизмом А. Ф. Кузнецова пошёл работать в ленинградский Дворец пионеров — педагогом авиамодельного кружка, начал вести авиамодельную секцию. Воспитал тысячи авиамоделистов, был общепризнанным мастером в классе моделей-копий, при этом самостоятельно изготавливал не только модели, но и микродвигатели к ним. В 1958 и 1960 годах становился чемпионом СССР по свободнолетающим моделям в классе радиоуправляемых моделей, участник международных соревнований. Награждён орденом «Знак почёта».
Принимал участие в разработке метода применения радиоуправляемых авиамоделей для аэрологических исследований нижних слоев атмосферы (совместно с П. А. Воронцовым и В. М. Михелем).
Во Дворце пионеров проработал до конца своих дней — 28 сентября 2001 г. Похоронен на Смоленском православном кладбище.

## Награды и звания
- Чемпион СССР по авиамодельному спорту[5][6]
- Орден «Знак Почёта» 1967 г.[7]

## Родители
Мама: Мария Ильинична Рыхлякова - в замужестве Эрлер

## Память
- Ежегодно в Санкт-Петербурге проводятся соревнования авиамоделистов в классе копий «Кубок имени А. А. Эрлера»[8].

## Публикации
- Эрлер А. А. Использование радиоуправляемых авиамоделей самолётов для аэрологических исследований нижних слоев атмосферы.— «Труды ГГО», 1958, вып. 73, с. 107—115[9].